# Trevor Baylis
Trevor G. Baylis (Kilburn, Londres; 13 de mayo de 1937-Eel Pie Island, Richmond upon Thames; 5 de marzo de 2018) fue un nadador e inventor inglés. Es conocido por la invención de la radio de cuerda, que funciona sin ningún tipo de baterías. El proceso de creación de la radio de cuerda comenzó cuando Baylis observó la necesidad de medios de comunicación para transmitir información sobre el sida en África.
En octubre de 1997 fue nombrado caballero de la Orden del Imperio Británico por la princesa real en el palacio de Buckingham. Asimismo, era doctor honoris causa por la Universidad Metropolitana de Leeds desde junio de 2005. Dirigía la Trevor Baylis Brands plc., una compañía dedicada a ayudar a los inventores a desarrollar y proteger sus proyectos y a encontrar un sitio en el mercado para sus invenciones.